# Joseph Desclaux
Joseph Desclaux, dit Jep, (Cotlliure (Catalunya Nord), 1 de febrer del 1912 - 26 de març del 1988) va ser un jugador francès de rugbi a 15 i de rugbi a 13.
D'una talla d'1 m 68 per a 74 kg, ocupà els correus de centre i de mig d'obertura a l'USAP i participà en l'equip francès. Va acabar la seva carrera als USOS Quillan. Posseïa una fàbrica familiar de preparació d'anxova; una tribuna de l'estadi de l'USAP porta el seu nom.
El seu nebot Francis Desclaux va ser subcampió de França el 1950 amb el Racing Club de França.

## Carrera de jugador

### En club
- USAP
- USOS Quillan

### En la selecció de França
- Joseph Desclaux conegué la seva primera selecció el 25 de març de 1934 contra Alemanya.

## Palmarès

### De club
- Campió de França els anys 1938 i 1944 (capità aquell any a la final)
- Posseïdor de la Competició Yves del Casal el 1935
- Finalista del campionat de França el 1935, (no va participar en la final del 1939, ja que passà al rugbi a 13)
- Finalista de la competició Yves du Manoir el 1936, 1937 i 1938

### Amb la selecció de França
- 10 seleccions
- 3 proves, 7 transformacions (23 punts)
- Seleccions per any : 1 el 1934, 1 el 1935, 2 el 1936, 2 el 1937,
- 3 el 1938, 1 el 1945 (França sent llavors prohibida de Torneig de les Cinc Nacions).
- 7 vegades capità (del 1936 al 1938)
- Amb Pierre Thiers (1936-1945 del club de... Thiers), és un dels 2 jugadors francesos a haver evolucionat en el pla internacional abans i després de la segona guerra mundial).

### Rugby a XIII
- Internacional (2 seleccions el 1938 - 1939), després d'haver optat per Bordeus XIII

### Palmarès d'entrenador a XV
- Campió de França el 1955 (USAP)
- Desafia Yves du Manoir el 1955